# Sphenomorphus schlegeli
Sphenomorphus schlegeli es una especie de escincomorfos de la familia Scincidae.

## Distribución geográfica
Es endémica de la isla de Komodo (Indonesia).